# Hojkov
Obec Hojkov (německy Hojkau) se nachází v okrese Jihlava v Kraji Vysočina. Žije zde 162 obyvatel. Nedaleko obce se nachází národní přírodní památka Hojkovské rašeliniště.

## Název
Název se vyvíjel od varianty Hoykow (1379, 1390, 1415), Hoikau a Hogkow (1790). Pojmenování je odvozeno od osobního jména Hojek (Hojislav).

## Historie
První písemná zmínka o obci pochází z roku 1379. Na architektonickém uspořádání obce je dodnes patrné středověké uspořádání „okrouhlice“ s obsáhlou návsí a jednotlivými statky na jejím obvodu. Náves dnes obsahuje bývalý dům s kovárnou, starou a novou hasičskou zbrojnici, budovu staré hospody, budovu jednoty a novější obytnou zástavbu. Nejstarší domy v obci lze vysledovat podle číslování.
V letech 1869–1900 spadala pod obec vesnice Boršov.

## Přírodní poměry

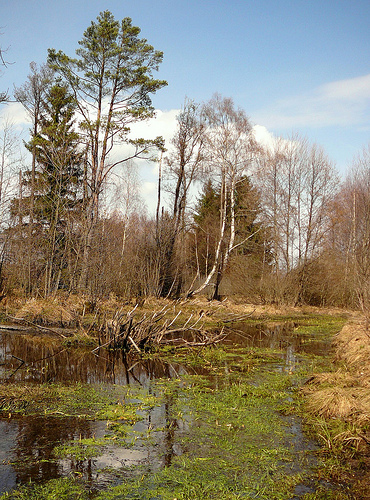
Hojkovské rašeliniště

Hojkov leží v okrese Jihlava v Kraji Vysočina. Nachází se 3 km jižně od Dušejova, 3 km jihozápadně od Boršova, 4 km severovýchodně od Nového Rychnova a 2 km východně od Milíčova. Geomorfologicky je oblast součástí Křemešnické vrchoviny a jejího podcelku Humpolecká vrchovina, v jejíž rámci spadá pod geomorfologický okrsek Čeřínská vrchovina. Průměrná nadmořská výška činí 655 metrů. Nejvyšší bod, Březina (743 m n. m.), leží východně od obce. Východně od vsi protéká Hojkovský potok.
Směrem na Milíčov se nachází evropsky významná lokalita Na Oklice, na území Hojkova dále leží národní přírodní památka Hojkovské rašeliniště (chráněno pro zachování rašeliniště a podmáčeného lesa s výskytem chráněných rostlin), západně od obce se nachází i přírodní rezervace Nad Svitákem. Nacházejí se zde i dvě přírodní památky Na Skalce a Pod Mešnicí. Na návsi u kříže z roku 1863 rostou dvě památné lípy srdčité.

## Obyvatelstvo
Podle sčítání 1921 zde žilo v 75 domech 492 obyvatel, z nichž bylo 270 žen. 492 obyvatel se hlásilo k československé národnosti. Žilo zde 474 římských katolíků a 10 evangelíků.
| Rok            | 1869 | 1880 | 1890 | 1900 | 1910 | 1921 | 1930 | 1950 | 1961 | 1970 | 1980 | 1991 | 2001 |
| Počet obyvatel | 354  | 411  | 414  | 412  | 447  | 492  | 442  | 286  | 277  | 259  | 195  | 155  | 141  |

## Obecní správa a politika

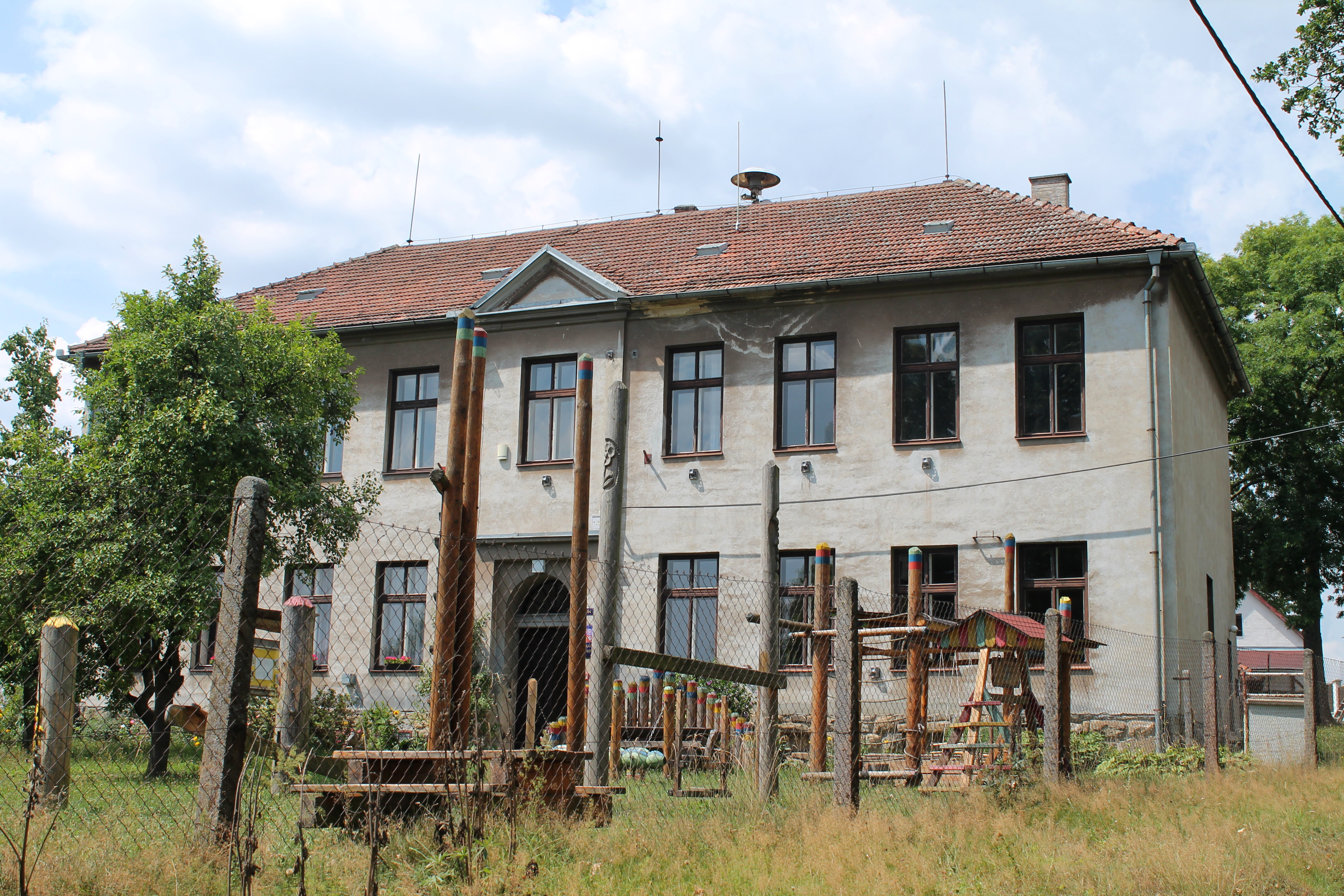
Obecní úřad

### Základní sídelní jednotky, členství ve sdruženích
Obec se nečlení na místní části, má jediné katastrální území pojmenované Hojkov, na němž se nacházejí 3 základní sídelní jednotky – vlastní Hojkov a osady Hatlíkov a Nový Hojkov.
Hojkov je členem Mikroregionu Dušejovsko a Místní akční skupiny Třešťsko.

### Zastupitelstvo a starosta
Obec má pětičlenné zastupitelstvo, v jehož čele stojí starostka Milada Duchanová.
| Období    | Voliči | Účast v % | Mandáty | Výsledky                                                                                          | Starosta         |
| --------- | ------ | --------- | ------- | ------------------------------------------------------------------------------------------------- | ---------------- |
| 2006–2010 | 131    | 81,68     | 5       | 2 Sbor dobrovolných hasičů II 1 SNK II 1 Sbor dobrovolných hasičů I 1 SNK I                       | Milada Duchanová |
| 2010–2014 | 138    | 89,86     | 5       | 2 SNK Hojkov 1 SNK II "Za obec krásnější" 1 SNK I "Za obec krásnější" 1 SNK Sbor dobrov. hasičů I | Milada Duchanová |
| 2014–2018 | 131    | 70,99     | 5       | 5 Za obec krásnější                                                                               | Milada Duchanová |

## Hospodářství a doprava
Sídlí zde truhlářství a elektroinstalatér. Obcí prochází silnice III. třídy č. 1337 do Milíčova. Dopravní obslužnost zajišťuje dopravce ICOM transport. Autobusy jezdí ve směrech Jihlava, Nový Rychnov a Vyskytná.

## Školství, kultura a sport
Místní děti dojíždějí do základní školy v Dušejově. Působí zde Sbor dobrovolných hasičů Hojkov.

## Pamětihodnosti
- Zvonice na návsi

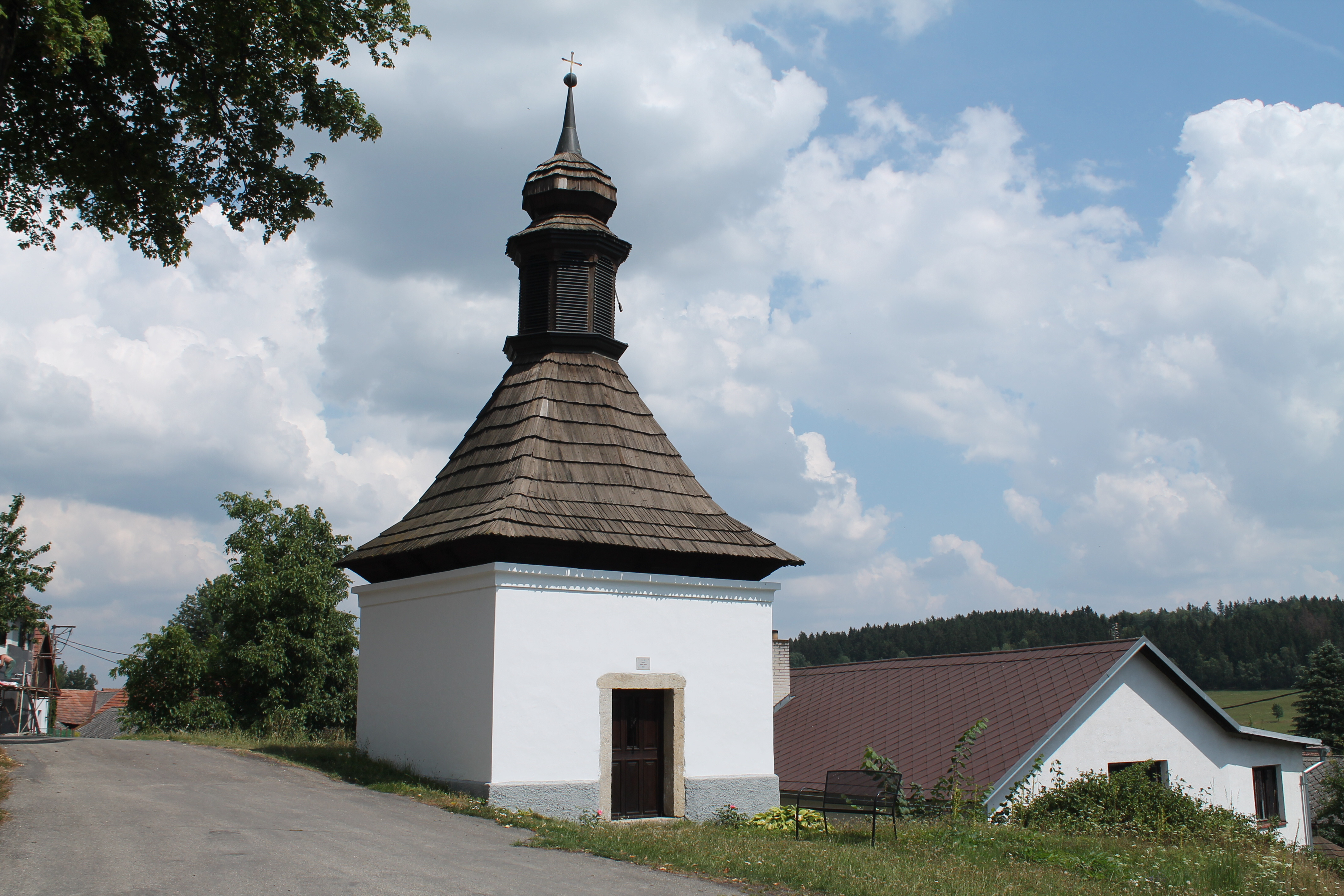
Zvonice na návsi

- Boží muka na horním konci Hatlíkova
- Několik božích muk různého stáří
- Smírčí kámen
- Kolomazná pec – technická zajímavost